# Oreolalax jingdongensis
Espèce
Statut de conservation UICN

 VU B1ab(iii)+2ab(iii) : Vulnérable
Oreolalax jingdongensis est une espèce d'amphibiens de la famille des Megophryidae.

## Répartition
Cette espèce est endémique du Sud-Ouest du Yunnan en République populaire de Chine. Elle se rencontre entre 1 500 et 2 450 m d'altitude dans les xians de Jingdong, de Shuangbai et de Xinping,.

## Étymologie
Son nom d'espèce, composé de jingdong et du suffixe latin -ensis, « qui vit dans, qui habite », lui a été donné en référence au lieu de sa découverte, le xian de Jingdong.

## Publication originale
- Yang, Ma, Chen & Li, 1983 : Descriptions of two new pelobatid toads from Yunnan. Acta Zootaxonomica Sinica, vol. 1983, no 3, p. 323-327 (introduction).